# Capnolocha praenivalis
Capnolocha praenivalis är en fjärilsart som beskrevs av Edward Meyrick 1925. Capnolocha praenivalis ingår i släktet Capnolocha och familjen plattmalar. Inga underarter finns listade i Catalogue of Life.